# Amblycladius subplumosus
Amblycladius subplumosus är en tvåvingeart som beskrevs av Jean-Jacques Kieffer 1923. Amblycladius subplumosus ingår i släktet Amblycladius och familjen fjädermyggor. Inga underarter finns listade i Catalogue of Life.